# Арманд Гаммер
Арма́нд Га́ммер (також Хаммер) (21 травня 1898, Мангеттен, Нью-Йорк — 10 грудня 1990, США) — американський бізнесмен і власник, бізнес-лідер, голова правління та генеральний директор багатонаціональної нафтової та газової компанії Occidental Petroleum між 1957 і 1990 роками, відомий своїми симпатіями та близькими стосунками з владою СРСР.
Преса називала його «обраним капіталістом Леніна», крім того він став відомий своєю колекцією творів мистецтва завдяки тісними зв’язками з Радянським Союзом. Протягом усього життя він продовжував вести справи з Радянським Союзом і підтримувати особисті стосунки з радянськими лідерами, хоча клімат холодної війни перешкоджав таким зв'язкам.
Протягом багатьох років цю людину приймали в Радянському Союзі так, ніби він був лідером дружньої країни. Щоразу, коли його приватний літак приземлявся в московському аеропорту, його зустрічали чиновники Центрального Комітету. Радянські лідери змінювали свої робочі графіки, щоб прийняти високого гостя в Кремлі. Він увійшов в історію як найкращий друг усіх російських лідерів, від Леніна до Горбачова.
Він особисто перевозив гроші за завданням Комінтерну і був надійним каналом отримання готівки для співробітників ОГПУ по всьому світі, які виконували завдання більшовиків.
Арманд Гаммер заснував у Москві фабрику ручок, вивозив скарби з СРСР, займався видобутком корисних копалин на Уралі, імпортував трактори зі США, співпрацював у нафтовій промисловості і ін., допомагав у наслідках аварії на Чорнобильській АЕС.
У 1930 році Гаммер продав свою компанію і повернувся до США з цінними скарбами російського мистецтва. На початку 1950-х років він відновив ділові відносини як директор нафтової компанії Occidental Petroleum, якою керував. Гаммер вів переговори про нафтові угоди з радянським диктатором Йосипом Сталіним. Російська нафта тепер продавалася за вищою ціною, ніж міг продати сам Сталін, оскільки мало хто хотів купувати нафту у Сталіна. Occidental Petroleum і Радянський Союз побудували два великі нафтопроводи з радянських нафтових родовищ по обидві сторони Каспійського моря, щоб зашкодити проєктам конкурентної Англо-Перської нафтової компанії в Ірані. Протягом наступних 45 років Радянський Союз таємно транспортував свою нафту цими трубопроводами, а Standard Oil продавала російську нафту на світовому ринку, називаючи її іранською.
Роберт Гейл, який першим приїхав до Москви в 1986 році, щоб підготувати трансплантацію кісткового мозку для постраждалих від радіації в Чорнобилі, оцінив Гаммера в 1988 році як бізнесмена, який «часто безжально» використовував свою владу.
Він створив великий особистий капітал і фінансував багато культурних і гуманітарних справ. Гаммер часто з'являвся на телебаченні, щоб коментувати міжнародні відносини або сприяти дослідженням, спрямованим на пошук ліків від раку.
Після російської революції Гаммер відправився з подорожжю в Росію, щоб подарувати автомобіль швидкої допомоги новій більшовицькій державі, а згодом він подарує дорогу бельгійську рушницю Хрущову, ексклюзивний автомобіль Роллс-Ройс Брежнєву.
Прадід актора Армі Гаммера (нар. 1986), названий на його честь.

## Раннє життя
Арманд Гаммер народився в Мангеттені, Нью-Йорк, в родині Роуз (уроджена Ліпшиц) і Юліуса Гаммера. Роуз і Юлій Гаммер були євреями, які емігрували до Сполучених Штатів із території, яка тоді називалася Російською імперією. Його прапрадід Володимир був будівельником військового флоту царя Миколи I. Його син перейшов на торгівлю сіллю, поки сіль, відкладену в Каспійському морі, не вимило водою. Потім сім'я залишилася без грошей, родина емігрувала до США. Його батько був лікарем і лівим, який назвав сина на честь символу соціалістичної партії «Рука і молот».
Юліус Гаммер приїхав до Сполучених Штатів з Одеси (тепер Україна) у 1875 році та оселився в Бронксі, де керував загальною медичною практикою та п'ятьма аптеками.
Після Російської революції частина Соціалістичної робітничої партії Америки (SLP) під керівництвом Юіліуса відкололася, щоб стати засновником Комуністичної партії США, яка підтримувала Володимира Леніна та більшовизм. 
Як адміністративний голова, комерційний аташе та фінансовий радник Російського радянського урядового бюро під керівництвом Людвіга Мартенса, Юліус Гаммер отримав завдання забезпечувати підтримку Російського радянського урядового бюро та фінансував Російське радянське бюро шляхом відмивання грошей, отриманих від незаконних дій, продажу контрабандних алмазів через свою компанію Allied Drug, а його партнер по Allied Drug, Абрахам Аарон Геллер, очолював комерційний відділ Радянського бюро. Юліус Гаммер і Абрагам Аарон Геллер багато подорожували Сполученими Штатами, щоб зупинити ембарго Радянської Росії та збільшити торгівлю Сполучених Штатів із Радянською Росією разом із покращенням іміджу більшовиків, яких надзвичайно зневажали американські соціалісти. Під час ембарго Сполучених Штатів проти Радянської Росії Юліус Гаммер використовував свій бізнес Allied Drug and Chemical як прикриття для контрабанди предметів і матеріалів між Сполученими Штатами та Радянською Росією через Ригу.
Після того, як 12 червня 1919 року Комітет Луска підтримав поліцейський рейд до  Радянського російського урядового бюро, Людвіг Мартенс утік і пішов у підпілля, часто переховуючись у будинку Гаммера. 18 грудня 1920 року Мартенс був депортований; у січні 1921 року його повернули до радянської Росії.
Гаммер спочатку сказав, що батько назвав його на честь персонажа Армана Дюваля з роману Олександра Дюма «Дама з камеліями». Згідно з іншими джерелами, Гаммера пізніше назвали на честь графічного символу Соціалістичної робітничої партії «рука та молот», у якому його батько грав керівну роль. Наприкінці свого життя Гаммер підтвердив, що це справді походження його імені.:16

## Ув'язнення батька
Через його соціалістичну та комуністичну діяльність батько Гаммера Юліус був поставлений під федеральний нагляд. 5 липня 1919 року федеральні агенти стали свідками того, як Марі Оганесофф (33-річна росіянка, дружина колишнього царського дипломата) увійшла в медичний кабінет Юліуса, розташований у крилі його будинку в Бронксі. Оганесофф, «яка накопичила небезпечну для життя історію викиднів, абортів і поганого здоров’я, була вагітною і хотіла перервати свою вагітність». Хірургічне втручання проводилося в розпал великої епідемії грипу (1918). Через шість днів після аборту Оганесофф померла від пневмонії. Через чотири тижні після її смерті велике журі округу Бронкс висунуло Джуліусу Гаммеру звинувачення у ненавмисному вбивстві першого ступеня. Наступного літа кримінальний прокурор переконав присяжних, що Джуліус Гаммер дозволив своїй пацієнтці «померти, як собака», і що заяви про те, що вона насправді померла від ускладнень, викликаних грипом, були лише спробами приховати його злочин. У 1920 році суддя засудив Джуліуса Гаммера до трьох з половиною років ув'язнення у виправній колонії Сінг-Сінг.
У той час як більшість істориків (таких як Беверлі Гейдж і Найджел Вест) стверджують, що Джуліус зробив аборт, протилежну позицію висунув автор Едвард Джей Епштейн, який у своїй книзі «Досьє: Таємна історія Армана Гаммера» висуває твердження, що аборт зробив Арманд Гаммер, тоді ще студент-медик, а не його батько, і його батько Юліус взяв провину на себе. Твердження Епштейна випливають з коментарів з інтерв'ю Бетті Мерфі, яка була коханкою Арманда. Відповідно до розповіді Мерфі та Епштейна, юридична стратегія полягала в тому, що Джуліус не заперечував, що аборт був зроблений, але наполягав на тому, що він був необхідним з медичної точки зору, і що дипломований лікар, а не студент-медик, був би переконливішим у представленні такого аргументу.

## Allied Drug and Chemical
Після закриття Радянського російського урядового бюро припинилася контрабандна діяльність Allied Drug між Сполученими Штатами та Радянською Росією, що призвело до того, що Allied Drug отримав величезні борги через зберігання великої кількості неоплачених товарів на складах у Нью-Йорку та Ризі. 
У березні 1921 року Людвіг Мартенс надіслав листа з Москви через радянське представництво в Таллінні Юліусу Гаммеру, який був ув'язнений у Сінг-Сінгу до 1924 року, в якому надав Allied Drug and Chemical концесію на торгівлю з Радянською Росією і попросив, щоб у Радянській Росії був присутній представник Allied Drug.
Коли його батька ув’язнили, Гаммер і його брат вивели сімейний бізнес Allied Drug на новий рівень, перепродаючи обладнання, яке вони придбали за низькими цінами наприкінці Першої світової війни. За словами Гаммера, його перший бізнес-успіх був у 1919 році, коли він виробляв і продавав екстракт ямайського імбиру, який законно містив високий рівень алкоголю. Це було надзвичайно популярно під час сухого закону, і того року продажі компанії склали 1 мільйон доларів. Це досягло такого успіху, що фабрика з 12 членів за кілька років стала 1500 членами.

## Сімейний посланник у Радянському Союзі
Поки Джуліус перебував у в’язниці, він відправив до Радянського Союзу Армана Гаммера, який не розмовляв російською, щоб той опікувався справами Allied Drug. Наступні 10 років Гаммер подорожував туди й назад із Радянського Союзу. Тим часом Гаммер закінчив Колумбійський коледж у 1919 році та отримав медичний ступінь у Колумбійському коледжі лікарів і хірургів у 1921 році.
У 1921 році, чекаючи на початок інтернатури в 
лікарні Бельвю, Гаммер вирушив до Радянського Союзу в подорож, яка тривала до кінця 1930 року.:73 Хоча його кар’єра в медицині була перервана, йому подобалося, коли його називали «Доктор Гаммер». З тих пір наміри Гаммера під час поїздки 1921 року обговорюються. Він стверджував, що спочатку мав намір відшкодувати 150 000 доларів боргів за фармацевтичні вироби, доставлені під час інтервенції союзників, але незабаром його спонукали капіталістичні та філантропічні інтереси продавати пшеницю голодуючим на той час росіянам.:43 Таким чином у 1921 році він їздив до радянської Росії для надання медичної допомоги постраждалим від голоду. У заяві на отримання паспорта Гаммер зазначив, що має намір відвідати лише Західну Європу. Джон Едгар Гувер у Міністерстві юстиції знав, що це неправда, але Гаммеру все одно дозволили подорожувати.:36

## Кар'єра

### Ранні радянські підприємства

#### Перша поїздка до Росії
Після закінчення Колумбійської медичної школи Гаммер разом зі своїм молодшим братом Віктором продовжив попередні підприємницькі починання, створивши успішний бізнес з імпорту багатьох товарів з новоствореного Радянського Союзу та експорту фармацевтичних препаратів до нього. Блокада Радянської Росії закінчилася для більшості товарів у лютому 1921 року, і 5 липня 1921 року він виїхав з Нью-Йорка у свою першу поїздку до Радянської Росії як представник Allied Drug у Радянській Росії. Перед від’їздом він відвідав Чарльза Рехта, адвоката Леніна в Сполучених Штатах, який захищав найкращі інтереси Радянської Росії в Сполучених Штатах і чия адвокатська контора була в тій самій будівлі, що колишнє Радянське Російське урядове бюро, і Рехт дав Гаммеру посилку для доставки Людвігу Мартенсу в Москву. Під час цього першого візиту Арманд Гаммер дозволив ЧК, радянській таємній поліції, яка пізніше стала відомою як КДБ, взяти під контроль Allied Drug and Chemical.

#### Азбестова концесія
Під час свого перебування в Радянській Росії, а потім і в Радянському Союзі, він удосконалив методи хабарництва та відмивання грошей, які були викриті пізніше в 1960-х і 1970-х роках, під час яких він записував на магнітофонну плівку свої виплати. Після повернення до Сполучених Штатів Гаммер заявив, що Ленін надав йому азбестову концесію на 25 років для видобутку азбесту з Уралу в радянській Росії.  За словами Гаммера, під час своєї першої поїздки він взяв 60 000 доларів медичних товарів для допомоги в боротьбі з епідемією тифу та уклав угоду з Леніним на хутра, ікру та коштовності, експропрійовані радянською державою, в обмін на мільйон бушелів (27 216 тонн) надлишкової американської пшениці. Обміну американської пшениці та ліків в обмін на хутра, деревину, ікру та дорогоцінне каміння, він присвятив себе від 1921 до 1929 року отримавши значні прибутки, і ця його перша угода була укладена особисто з Леніним.
Перший контракт Allied Drug & Chemical Corporation, був укладений 27 жовтня 1921 року, з Народним комісаріатом зовнішньої торгівлі (Народный комиссариат внешней торговли РСФСР) на продаж 1 млн бушелів пшениці. Платою за виконаний контракт були шкури, чорна ікра та цінності з казначейства (Гохрана). Формально ці завдання виконувало підприємство під назвою Allied American Corp. розташоване в Москві за адресою Кузнецький міст, 4 і в Нью-Йорку за адресою Бродвей, 155. Також фірма мала представництва в Лондоні та Берліні.

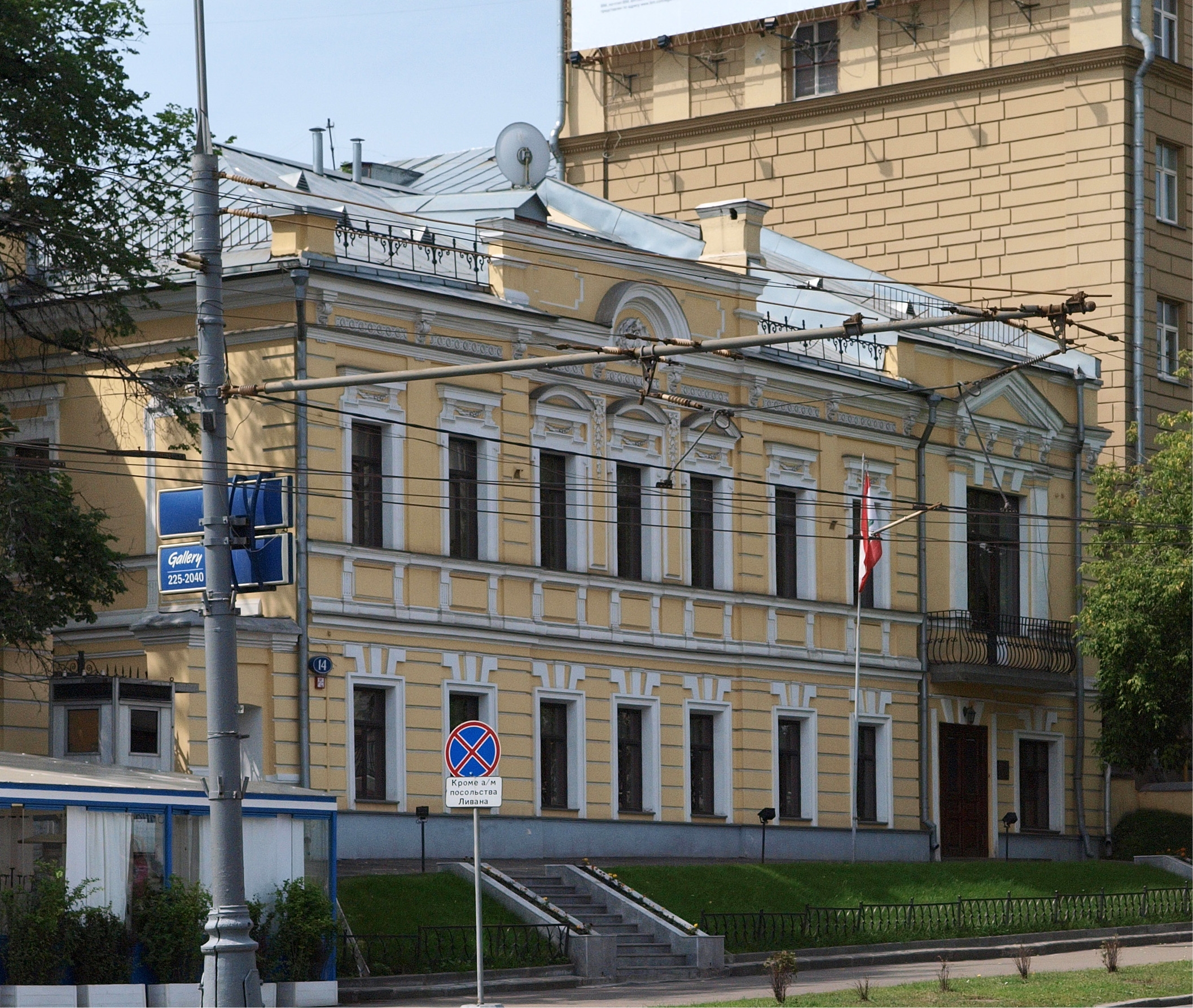
Палац на вул. Садово-Самотєчная у Москві – колишня штаб-квартира Армана Гаммера на рубежі 1920-1930-х років

За протекцією Троцького Арманду здають 24-кімнатний особняк за адресою Садово-Самотьочная вулиця, 14, де він влаштовує щось на подобі світського салону. В нього обідають Луначарський, Красін.
Під час свого 8-річного перебування в СРСР на зламі 1920-1930-х років колишній купецький палац (з 1816 р.) у Москві на вулиці рос. Садовая-Самотечная слугував неофіційним представництвом США через відсутність дипломатичних відносин між двома країнами на той час; в 2000-х роках тут розміщувалося посольство Лівану.

#### Нова економічна політика Леніна
Під час нової економічної політики Леніна Арманд Гаммер став посередником 38 міжнародних компаній у їхніх відносинах з СРСР. Перед смертю Леніна Гаммер вів переговори про імпорт тракторів Fordson до СРСР, які відігравали важливу роль у механізації сільського господарства в країні. Пізніше, після приходу до влади Сталіна, з Гаммером як американсько-радянським учасником переговорів були укладені додаткові угоди.

#### Переїзд Гаммера до Радянського Союзу
Він переїхав до СРСР у 1920-х роках, щоб контролювати ці операції, особливо його великий бізнес з виробництва та експорту ручок і олівців. За словами Олександра Барміна, якому Центральний комітет доручив керувати компанією «Международная книга», щоб конкурувати з Гаммером, концесія на канцтовари для виробництва таких предметів у Радянському Союзі була фактично надана Юліусу Гаммеру. Олівці випускалися під маркою «Алмаз» (A. Hammer Pencil Co.). Бармін стверджує, що партія витратила п’ять мільйонів золотих рублів на канцелярські товари, виготовлені на фабриках, контрольованих Юліусом Гаммером та іншими концесіонерами, що зробило їх багатими. Далі Бармін стверджує, що Радянський Союз врешті-решт міг скопіювати певні елементи, такі як деталі друкарської машинки та ручки, і припинити ці поступки, але так і не зміг досягти якості олівців Гаммера, тому ця поступка стала постійною. Арманд Гаммер залишався в Радянському Союзі до 1930 року. Наприкінці 1920-х радянська влада викупила бізнес, і Гаммер повернувся до Сполучених Штатів у 1930 році, повний картин, коштовностей та інших творів мистецтва. Раніше ці скарби були власністю царської родини Романових.

#### Повернення до Сполучених Штатів
Повернувшись у Сполучені Штати, Радянська влада заповідала Гаммеру кілька яєць Фаберже в період між 1930 і 1933 роками. Автентичність артефактів була поставлена під сумнів. За словами Гези фон Габсбурга, брат Армана Віктор Гаммер заявив, що торговий комісар Сталіна Анастас Мікоян надав Арману інструменти для клеймування дому Фаберже для продажу підробок, а Віктор заявив про розпродаж у Нью-Йорку 1938 року, який він організував разом з Арманом і який приніс прибутки в кілька мільйонів доларів, які складалися як з автентичних, так і з неавтентичних речей (названих Габсбургом ім'ям "Фоберже"), з комісіями, що поверталися до Мікояна. Хоча, безумовно, були виготовлені деякі підробки, при ретельному дослідженні виявилося, що багато з так званих підробок насправді були з різних майстерень, зокрема майстерні Генріка Вігстрема, і були привласнені радянським урядом під час закриття компанії Фаберже. Оскільки предмети були або незакінченими, або не готовими до роздрібного продажу, багато з них не були промарковані, тому Гаммер і його колеги завершили роботу.
У своїй книзі «Червоний килим» 1983 року автор Джозеф Файндер обговорює «велику причетність Гаммера до Росії». У «Досьє: Таємна історія Арманда Гаммера» Едвард Джей Епштейн назвав Гаммера «віртуальним шпигуном» Радянського Союзу.
На початку 1930-х років Гаммер повернувся до Сполучених Штатів з великою кількістю скарбів мистецтва, які раніше належали імператорській родині Романових, проданих йому Ленінградським Ермітажем, зокрема не менше 13 імператорських пасхальних яєць Фаберже. (В 2014 році яйця Фаберже були викуплені Віктором Вексельбергом за десятки мільйонів доларів.)
У 1930-х роках Гаммер продав більшість картин і зайнявся розведенням великої рогатої худоби, виробництвом віскі (і бочок для віскі).

#### Нафтова компанія, угоди з Лівією та повернення до радянських переговорів
Після повернення до США Гаммер зайнявся різноманітною діяльністю у сфері бізнесу, мистецтва, культури та гуманітарної діяльності, включно з інвестиціями в різні нафтовидобувні проекти США.
Він здобув величезні багатства завдяки своїй компанії United Distillers of America, яка була заснована в 1933 році фірмою, відомою як A. Hammer Cooperage Corporation до 1946 року, коли вона змінила назву на United Distillers of America Ltd. На початку 1944 року Гаммер придбав American Distilling Co. і колишній ромовий завод в Ньюмаркет (Нью-Гемпшир), на якому його співробітник American Distilling, д-р Ганнс Г. Майстер, почав виробляти перший у Сполучених Штатах картопляний алкоголь, який був горілкою, а також виробляв купажований віскі, який продавався через рахунок бондарні у West Shore. Після того, як туманної суботи 28 липня 1945 року літак B-25 впав на північну частину 79-го поверху Емпайр-Стейт-Білдінг, Гаммер придбав пошкоджений 78-й поверх, відреставрував його та зробив там штаб-квартирою його United Distillers of America.

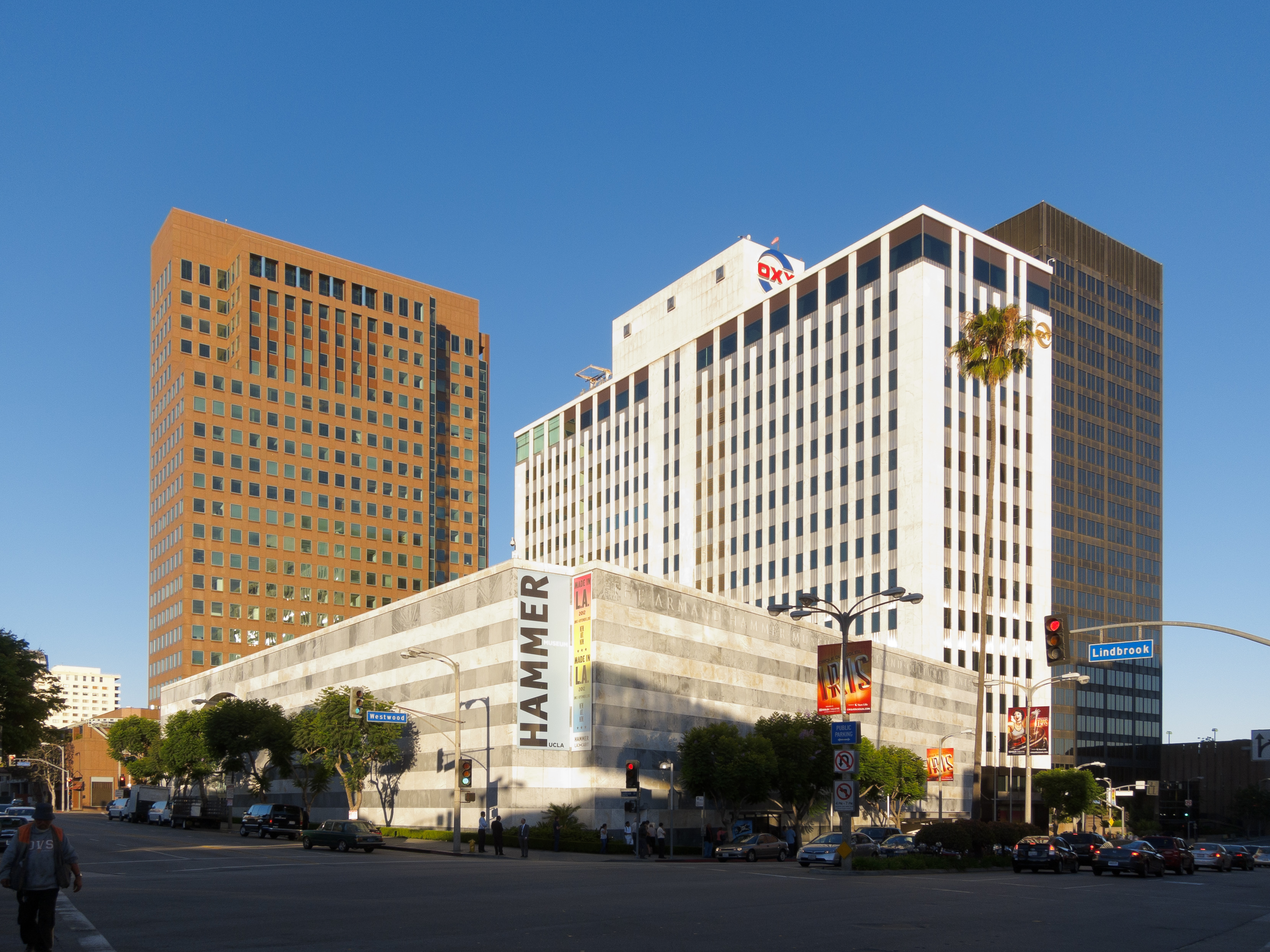
Будівля Occidental Petroleum і Музейно-мистецький центр «Арманд Гаммер» в Лос-Анджелесі

Він інвестував гроші, які заробив від радянців, у нафтовий бізнес, поки врешті-решт не став генеральним директором Occidental Petroleum.
Його нафтові інвестиції були перетворені на контроль над Occidental Petroleum (Oxy), який він отримав у 1956 р. Завдяки Occidental Petroleum та її часткам у Лівії Гаммер відіграв ключову роль у розриві жорсткого контролю над цінами на нафту, який мали основні внутрішні виробники Сполучених Штатів, і натомість надав ОПЕК контроль над цінами на нафту. Arthur Andersen був аудитором Oxy. National Geographic описав голову правління Occidental Гаммера як "першопрохідця на шляху до буму синтетичного пального."
У 1973 році Лівія націоналізувала 51% активів Oxy в Лівії. У 1974 році Арманд Гаммер оголосив про підписання 35-річної угоди з Лівією про розвідку нафти, першої такої угоди, підписаної Лівією після приходу до влади Муаммара Каддафі у вересні 1969 року. Згідно з угодою 1974 року, 81% нафти, видобутої компанією Occidental Petroleum, йшов лівійському уряду, і лише 19% залишалося в розпорядженні Occidental Petroleum. На той час Oxy була другим за величиною виробником нафти в Лівії, а Лівія була єдиним великим джерелом нафти для компанії. Лівійський уряд постійно погрожував активам компанії, яка зазвичай поступалася вимогам Каддафі. В цей час відбувається світовий скачок цін на нафту. Під час першого нафтового шоку в Лівії уряд бере під контроль нафтові компанії; у листопаді 1973 року у найбільших з них отримують до 51% акцій за значні фінансові поступки. Різке зростання цін на нафту призводить до різкого збільшення доходів від нафти.
Протягом усього свого життя Гаммер продовжував особисті та ділові стосунки з Радянським Союзом, незважаючи на холодну війну. У наступні роки він лобіював і багато подорожував за великі особисті кошти, працюючи задля миру між Сполученими Штатами та комуністичними країнами світу, зокрема переправляв лікарів і товари до Радянського Союзу для допомоги тим, хто пережив Чорнобиль. У своїй книзі «Премія: Епічна гонка за нафту, владу та гроші» Деніел Єргін пише, що Гаммер «виявився посередником між п’ятьма радянськими генеральними секретарями та семи президентами США».

#### Розрядка
Через близькість Гаммера до Юрія Андропова, Андропов призначив Михайла Ілліча Брука (1923 Москва – 2009 Юрмала), якого також називають Майком або Майклом Брук або Брук, який був англійсько-російським перекладачем, особистим послом і експедитором Гаммера і був присутній як перекладач Гаммера на всіх зустрічах між Армандом Гаммером і радянськими лідерами в Радянському Союзі, починаючи з 1964 року. Брук був технічним перекладачем на першій Пагуоській конференції під назвою «Ложа мислителів», що відбулася в липні 1957 року. За словами Арманда Гаммера, "Майк — це КДБ".
На початку 1969 року Арманд Гаммер отримав контроль над компанією Eaton Tower International (у 1954 році, за часів маккартизму в США, щоб вплинути на торгівлю листовим металом з компанії Cyrus Eaton's Republic Steel в Клівленді хромовою рудою, переважно з Казахської РСР в Радянському Союзі, син Ітона Сайрус Ітон-молодший заснував канадську компанію Tower International в Монреалі, щоб діяти як посередник, оскільки пряма торгівля між Сполученими Штатами та Радянським Союзом була немислимою.), завдяки чому Гаммер отримав контрольний пакет акцій Tower International в обмін на те, що компанія Hammer's Occidental Petroleum взяла на себе борги Tower International, а Eaton отримала 45% прибутку від майбутніх проєктів Tower International.(Пізніше, під час перебудови 1980-х років, Cyrus Eaton World Trade Ltd. сприяла відкриттю торгівлі між Радянським Союзом і Канадою. У липні 1972 року фінансовий маг Арманда Гаммера Дорман Коммонс, який був фінансовим директором Hammer's Occidental Petroleum у Лос-Анджелесі, підрахував, що проєкт Міжнародного торгового центру Tower International у Москві коштуватиме 100 мільйонів доларів і стане повним провалом, якщо розрядка не вдасться. 31 липня 1972 року Коммонс озвучив свої думки Гаммеру, після чого Гаммер звільнив Коммонса з 1 серпня 1972 року.)

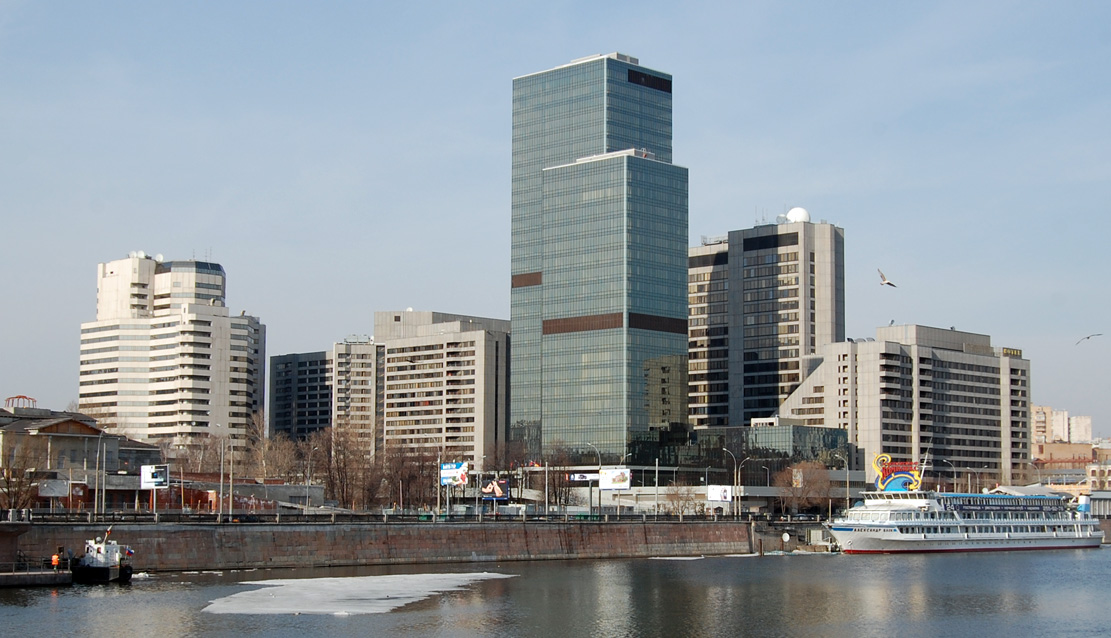
Центр міжнародної торгівлі на краснопрєснєнской набережной в Москві, який пов'язують з Армандом Гаммером

За радянських часів Арманд Гаммер також фінансував Центр міжнародної торгівлі в Москві, який відкрився в 1979 році і став відомим як Центр Гаммера. Проєкт реалізувала американська компанія Bechtel.

#### Торговельні угоди між Ніксоном і Брежнєвим
Після того, як Річард Ніксон, як перший президент Сполучених Штатів, який відвідав Радянський Союз, приїхав до Москви на саміт, що завершився 1 червня 1972 року, Гаммер поїхав до Москви 14 липня 1972 року і разом із Сарджентом Шрайвером, який був його юридичним радником, провів переговори про першу торговельну угоду між Сполученими Штатами та Радянським Союзом, що відбулася після саміту Ніксона. Під час цієї поїздки, яку організував Майк Брук, Гаммер був першою людиною, яка прилетіла до Радянського Союзу на приватному літаку, своєму реактивному літаку Gulfstream, і не проходила типові паспортні та митні перевірки. За шість тижнів до від’їзду Ніксона Гаммер особисто передав Морісу Стенсу, фінансовому голові передвиборчого фонду Ніксона, 46 000 доларів США готівкою з номерного банківського рахунку в Швейцарії, які Гаммер використовував як гроші для свого "брудного фонду". Пізніше, у вересні 1972 року, Гаммер передав у фонд кампанії Ніксона додаткові 54 000 доларів з того ж швейцарського банківського рахунку, що склало 100 000 доларів, які Гаммер пожертвував у фонд кампанії Ніксона. 18 липня 1972 року Гаммер повернувся до Сполучених Штатів через Лондон і зателефонував Тіму Бебкоку, лобісту Гаммера в адміністрації Ніксона, щоб він домовився про зустріч з Ніксоном через Гаррі Голдемана, який був керівником апарату Ніксона, щоб доповісти президенту про торгову угоду Гаммера, яка відбулася 20 липня 1972 року.
Під час розрядки в липні 1972 року Арманд Гаммер домовився з Леонідом Брежнєвим про двадцятирічну угоду з Радянським Союзом, яка була підписана Гаммером у квітні 1973 року, згідно з якою підконтрольні Гаммеру фірми Occidental Petroleum і Tower International експортуватимуть до Радянського Союзу, а згодом і до Росії, фосфати, які Occidental видобувала в північній Флориді, в обмін на те, що Радянський Союз, а згодом і Росія, експортуватимуть з Одеси через фірми Гаммера природний газ, який перероблятиметься на аміак, калійні солі і карбамід. Ця угода з добривами мала тривати до 100-річчя Гаммера в 1998 році. Порт Джексонвілля в Джексонвіллі, штат Флорида, був портом США, через який відбувалася ця торгівля. Ніксон закликав Експортно-імпортний банк США частково профінансувати угоду, оцінену в 20 мільярдів доларів протягом 20 років, і профінансувати радянське будівництво чотирьох аміачних заводів у Великому Поволжі, і трубопровід, що з'єднує їх з Одеським портом.
Арманд Гаммер висловив Брежнєву ідею заснування Одеського припортового заводу, яка була успішно втілена в життя.. За участю Гаммера був побудований Центр міжнародної торгівлі в Москві, який також називається Гаммерівський центр, а також найбільший завод з виробництва аміаку — "ТольяттіАзот" і аміакопровід Тольятті - Одеса. Хаммер також реалізував будівництво Одеського і Вентспілського припортових заводів — підприємств з виробництва рідких аміачних добрив у СРСР. Реалізація в СРСР в 1973 році грандіозних проєктів - будівництва аміачних заводів при Брєжнєві дає Гаммеру виробляти рекордні один мільйон тонн добрив в рік, в результаті чого він миттєво стає монополістом на світовій арені.
27 липня 1978 року в Українській РСР, Радянському Союзі, почала функціонувати торгівля добривами з відкриттям порту та одеських заводів біля колишнього місця розташування Григорівка (Одеський район) в морському порту "Південний", який є портом в Україні, що обслуговує судна з осадкою до 18.5 м. "Південний" розташований у Малому Аджалицькому лимані або Григорівському лимані на захід від заснованого у 1974 році порту "Южний". Порт "Южний" був відомий як "Григоріївський" до 1978 року і як порт "Южне" з 1978 року до 17 квітня 2019 року, коли порт був перейменований з російського на українське слово "Південний".

#### Незаконна фінансова підтримка Вотергейтського фонду Ніксона
Політично Хаммер був демократом; але, згідно зі спогадами його адвоката Луї Нізера, він також був одним із «багатьох керівників, які внесли внески в обидві політичні партії [і] не воліли розголошувати свої подвійні таланти». У 1972 році «під тиском» з різних джерел Хаммер пожертвував незвичайну суму на другу кампанію Ніксона: «Він хотів, щоб його значний внесок у Ніксона був анонімним, оскільки він сам був демократом». Хаммер анонімно пожертвував 46 000 доларів на підтримку Ніксона до того, як 7 квітня 1972 року набрав чинності закон 1971 року, який забороняв політичні внески як анонімно, так і через іншу особу. Пізніше, у вересні 1972 року, Арманд Хаммер зробив додаткові три незаконні внески на загальну суму 54 000 доларів США до Вотергейтського фонду республіканця Річарда Ніксона через друзів колишнього губернатора Монтани Тіма Бебкока, який був віце-президентом Хаммера Occidental Petroleum, після чого обидва Хаммер і Бебкок визнали себе винними у звинуваченнях у незаконних внесках. Хаммер отримав умовний термін і штраф у розмірі 3000 доларів. У серпні 1989 року президент США Джордж Буш-молодший помилував Хаммера за незаконні внески на користь переобрання Ніксона в 1972 році.

#### Асоціація з родиною Гор
В інтерв'ю 2003 року з Олексієм Митрофановим сім'ї Хаммер і Гор помилково розміщуються близько одна до одної в Європі. Вугільні інтереси Occidental протягом багатьох років представляв, зокрема, адвокат і колишній сенатор США Альберт Гор-старший. Гор, який мав давню тісну дружбу з Хаммером, очолив дочірню компанію Island Creek Coal Company після його поразки на виборах до Сенату в листопаді 1970 року. Значна частина видобутку вугілля і фосфатів Occidental здійснювалася в Теннессі, штаті, який Гор представляв у Сенаті, і Гор володів акціями компанії.(Occidental володіла великими запасами фосфатів поблизу Джексонвілл, штат Флорида). Колишній віце-президент Альберт Гор-молодший отримав багато критики від екологів, коли акції перейшли у спадок після смерті Гора-старшого, а Гор-молодший був сином і спадкоємцем. Гор-молодший не мав контролю над акціями, які врешті-решт були продані після закриття маєтку.
Хаммер дуже любив Гора-молодшого, і в 1984 році під керівництвом Хаммера Гор-молодший домагався посади в Сенаті штату Теннессі, яку раніше займав Говард Бейкер. Хаммер нібито пообіцяв Гору-старшому, що зможе зробити його сина президентом США. Саме завдяки заохоченню та підтримці Хаммера Гор-молодший домагався висунення в президенти від Демократичної партії в 1988 році.

#### Частка в Arm & Hammer
У 1980-х роках Хаммер володів значною кількістю акцій Church & Dwight, компанії, яка виробляє продукцію Arm & Hammer (це бренд споживчих товарів на основі харчової соди , який продає Church & Dwight, великий американський виробник товарів для дому); він також був членом ради директорів. Однак назва бренду компанії Arm & Hammer походить не від Армана Хаммера. Його використовували за 31 рік до народження Хаммера. Хоча Hammer and Occidental заявили, що інвестиція Church & Dwight була випадковим збігом, Hammer визнав, що раніше намагався купити бренд Arm & Hammer, оскільки його часто запитували про це.

#### Президентська комісія з питань раку
У 1981 році президент США Рональд Рейган призначив Хаммера членом Президентської комісії з питань раку, яка складалася з трьох членів, і пізніше він був головою комісії з 1984 по 1989 рік. Як голова комісії, він оголосив кампанію зі збору 1 мільярда доларів на рік для боротьби з раком.

## Інші види діяльності та заняття
Він був колекціонером картин імпресіоністів і постімпресіоністів. Його особиста пожертва формує основу постійної колекції Музею Гаммера який є філією університету Каліфорнії в Лос-Анджелесі, Каліфорнія. Разом з братом Віктором був власником галереї "Hammer Galleries" у Нью-Йорку. У 1971 році Гаммер придбав Knoedler, найстарішу художню галерею в Америці. Гаммер найняв історика мистецтва Джона Річардсона на посаду директора Knoedler. Пізніше Річардсон написав про нього невтішний портрет.

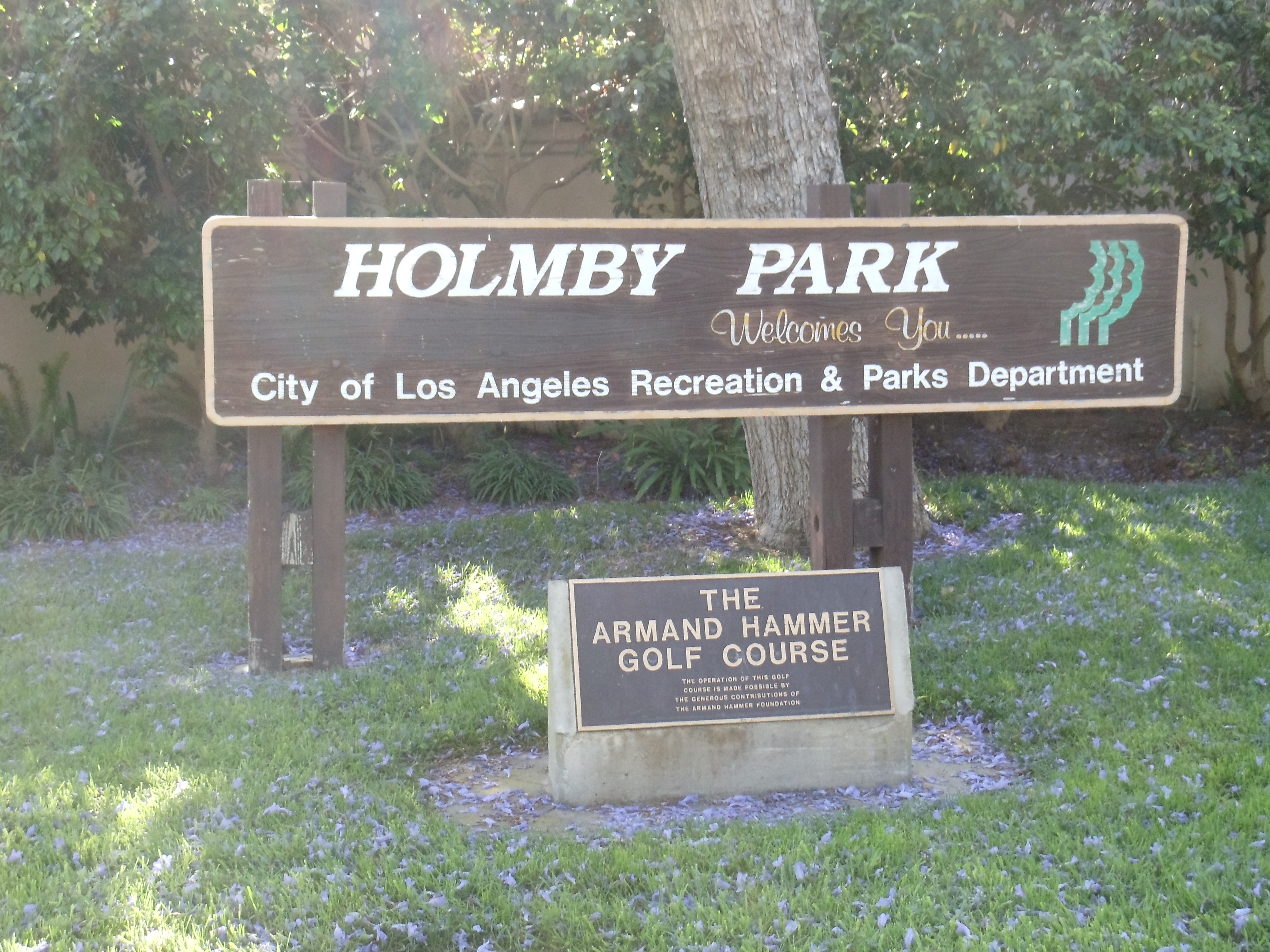
Знак поля для гольфу Armand Hammer у парку Голмбі в Голмбі-Гіллз, Лос-Анджелес

Гаммер був філантропом, підтримуючи справи, пов'язані з освітою, медициною та мистецтвом. Серед його спадщини - Об'єднаний світовий коледж американського Заходу ім. Арманда Гаммера (тепер він має загальну назву UWC-USA, що є частиною Коледжі об'єднаного світу). Разом зі своїми друзями Гаррі та Розою Стриґлерами він також підтримував кілька єврейських фондів, зокрема ті, що пов'язані з Голокостом.
Хаммер мріяв про Нобелівську премію миру, і його неодноразово номінували на неї, в тому числі Менахем Бегін, але так і не отримав її.
Завдяки своїм тривалим комерційним і особистим контактам з Радянським Союзом Хаммер і його компанія були одними з головних учасників розширення американсько-радянських торговельних відносин, які супроводжували епоху розрядки в 1970-х роках. Недарма радянського  посередництва компанія, що базується в Нью-Йорку — Amtorg, називалася також багатьма в той час "Молотом молота". З 1977 по 1984 роки Хаммер обіймав посаду віце-голови Торговельно-економічної ради США-СРСР. Рада мала офіси в Нью-Йорку за адресою 805 Third Avenue та в Москві за адресою Набережна Шевченка.

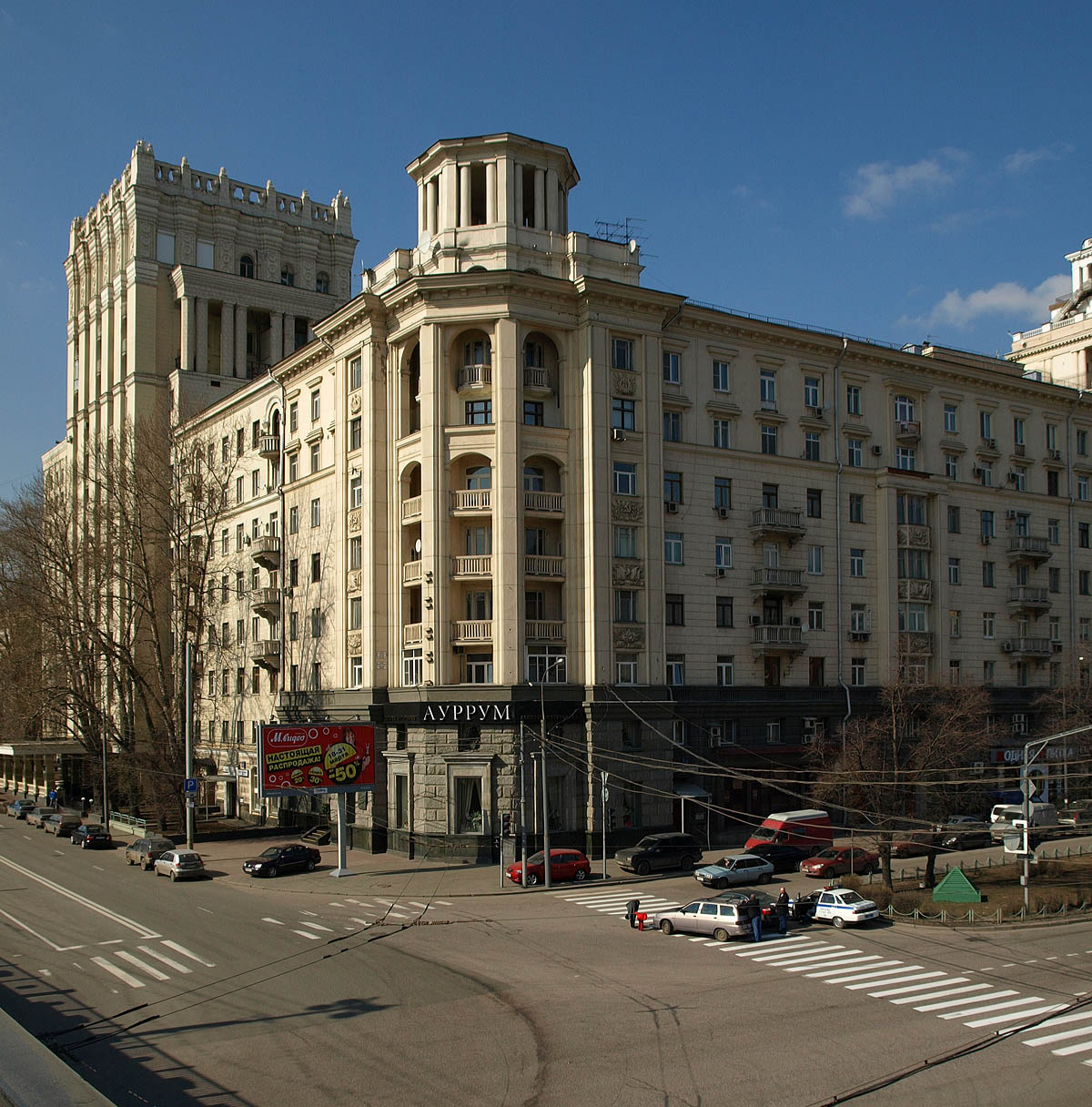
Колишня московська штаб-квартира Американо-радянської торгово-економічної ради на набережній Тараса Шевченка

У 1970 році він заснував онкологічний центр при Інституті Солка в Ла-Хойя, штат Каліфорнія, а в 1976 році він відкрив Центр медичних наук при Колумбійському університеті в Нью-Йорку. Центр наук про здоров’я Джуліуса та Арманда Хаммерів, де розміщено відділ мікробіології та імунології разом із бібліотекою медичних наук Август К. Лонг (Augustus C. Long Health Sciences Library).
У 1981 Фонд Арманда Гаммера придбав готель «Замок Монтесума» та прилеглі території для того, щоб створити коледж, який повинен був увійти у мережу міжнародних освітніх навчальних закладів «Коледжі об'єднаного світу». Придбані приміщення були відремонтовані і 1982 року Західноамериканський коледж об'єднаного світу Арманда Гаммера було урочисто відкрито за участі Його Величності Чарльза, принца Уельського — президента Коледжів об'єднаного світу.

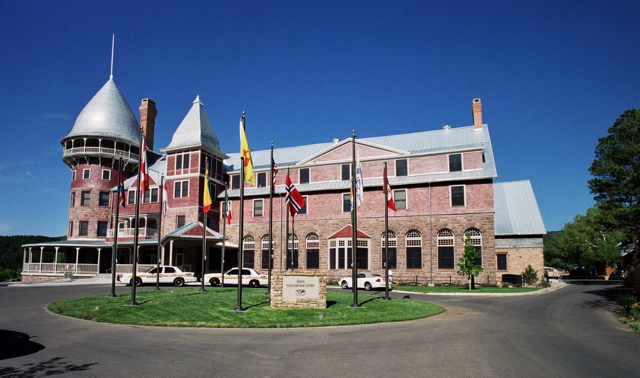
Міжнародний центр Девіса на кампусі Об’єднаного світового коледжу Арманда Хаммера в Монтесумі

У 1982 році в Монтесумі, Нью-Мексико, Хаммер відкрив Коледж американського Заходу для об'єднаного світу „Арманд Хаммер“ (Armand Hammer United World College of the American West).
Хаммер виступив гостем в епізоді «Шоу Косбі» 1988 року (як дідусь друга Тео Хакстейбла, який хворів на рак), сказавши, що ліки від раку неминучі.
Hammer очолював Occidental у 1988 році, коли на його нафтовій платформі Piper Alpha стався вибух, убивши 167 людей. Звіт Каллена висвітлив недоліки в багатьох сферах платформи.
Через близькість до майбутнього Чарльза III, тодішнього принца Уельського, його образно називали хрещеним батьком одного з дітей принца. Повідомлялося, що Чарльз мав намір зробити Хаммера хрещеним батьком принца Вільяма, але був змушений відмовитися від цих планів, оскільки принцесі Діані ця ідея не сподобалася. У 1980-х роках Хаммер надав потужну фінансову підтримку проектам принца Чарльза у розмірі майже 40 мільйонів фунтів стерлінгів та безкоштовне користування літаком Boeing 727 компанії Хаммера.
Станом на 2016 рік про нього написано шість біографій: 1975 року (Консідін, авторизована біографія), 1985 року (Брайсон, книга для журнального столика), Вайнберг 1989 року, Блюмей 1992 року, Епштейн 1996 року та Алеф 2009 року; а також дві автобіографії (1932 року та бестселер 1987 року). Його мистецька колекція "Колекція Арманда Гаммера: Чотири століття шедеврів", опублікована Фондом Арманда Гаммера у кількох виданнях, зрештою стала "П'ять століть шедеврів", іноді спільно з музеями, де виставлялася колекція, а його філантропічні проекти були предметом численних публікацій.
На його честь названо астероїд 3376 Армандгаммер.

## Нагороди
У 1978 році Хаммер, як негромадянин Радянського Союзу, отримав орден Радянського Союзу від Леоніда Брежнєва за його рішучу підтримку як міжнародного робітничого та комуністичного руху, так і потреб Радянського Союзу. До моменту смерті Хаммер отримав інші нагороди, зокрема:
- Премія «Золота пластина» Американської академії досягнень (1978)[124]
- США: Національна медаль мистецтв (1987)
- Франція: орден Почесного легіону
- Італія: великий офіцер ордена « За заслуги перед Італійською Республікою» (1 серпня 1981) [125]
- Швеція: Королівський орден Полярної зірки
- Австрія: Лицарський командорський хрест
- Пакистан: Премія миру Хілал-і-Куайд-Азам
- Ізраїль: Нагорода за лідерство
- Венесуела: Орден Андреса Белло
- Мексика: Премія національного визнання
- Болгарія: Ювілейна медаль
- Бельгія: Орден Корони.[119]
- Премія Джона Джея (1981) від Колумбійського коледжу, його alma mater[126]

## Особисте життя

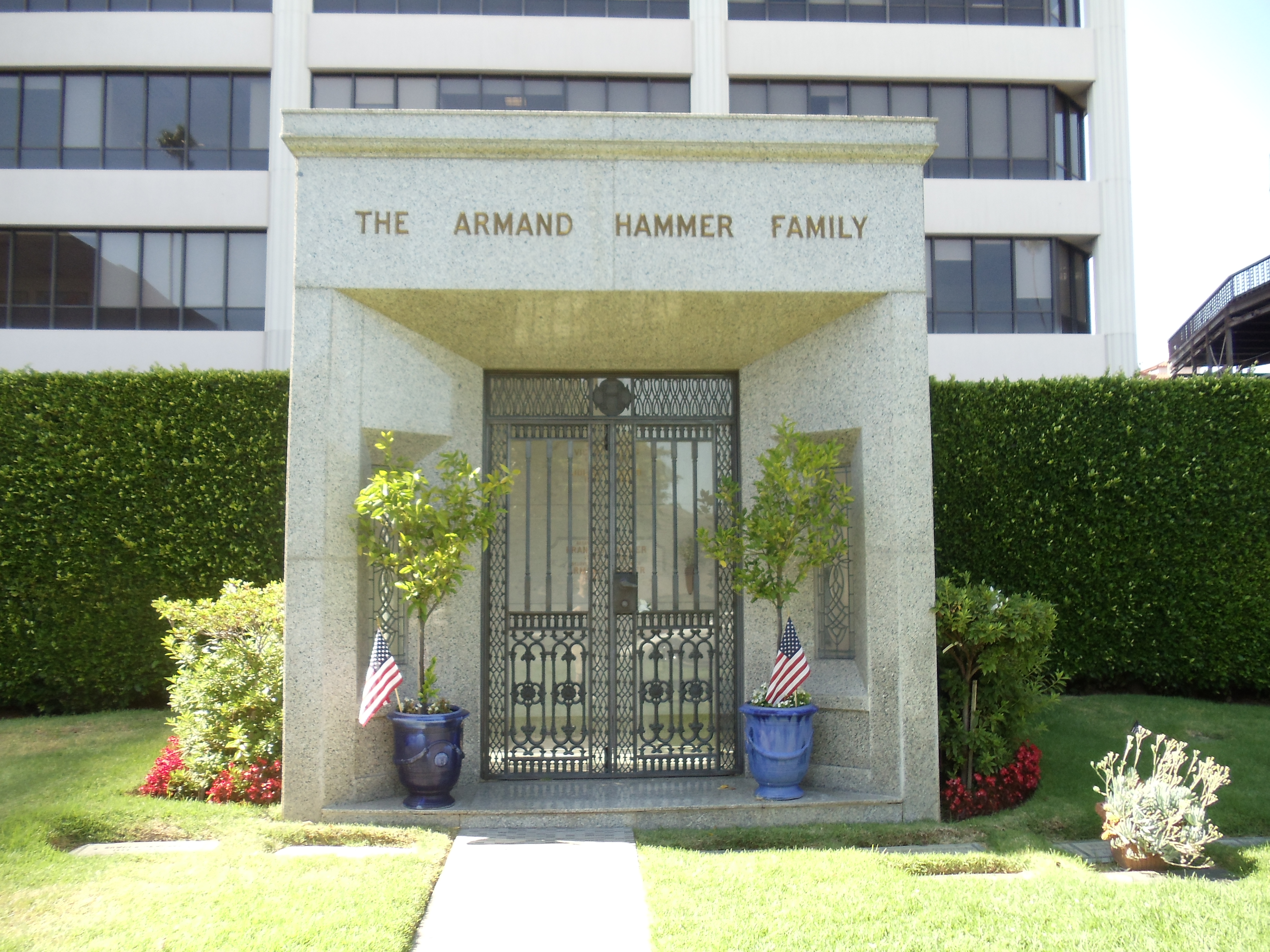
кладовищі Меморіального парку Вествуд-Віллідж

Гаммер був середнім із трьох синів. Він підтримував тісні стосунки, в тому числі в бізнесі, зі своїми братами Гаррі та Віктором Гаммерами протягом усього їхнього життя.
Гаммер був у шлюбі тричі. У 1927 році одружився з російською акторкою Ольгою фон Рут (вона ж Ольга Вадіна, ресторанна співачка циганського хору в Ялті), дочкою царського генерала. У 1925 році, виступаючи в Ялті, фон Рут познайомилася з Гаммером, з яким одружилася на цивільній церемонії в 1927 році. У них був син Юліан Арманд Гаммер, який народився в Москві в 1928 році. Сім'я покинула Москву в 1930 і оселилася на П'ятій авеню в Манхеттені. У 1943 році Арманд одружився з Анджелою Зевлі. У 1956 році він одружився з багатою вдовою Френсіс Барретт, і вони залишалися в шлюбі до її смерті в 1989 році.
Гаммер мав одного сина, Джуліана Арманда Гаммера, від першої дружини.:120 Онук Гаммера — бізнесмен Майкл Арманд Гаммер; його правнук — актор Армі Гаммер.
Помер від раку кісткового мозку в грудні 1990 року у віці 92 років у Лос-Анджелесі. Він похований на цвинтарі Westwood Village Memorial Park Cemetery, через дорогу від штаб-квартири Occidental Petroleum на бульварі Вілшир.
Після смерті виявилося що він банкрут, з боргом у кілька сотень мільйонів. Раніше, коли він розлучався зі своєю першою дружиною, Гаммер розіграв спектакль у високому суді США, що їхній син не його, і на цій підставі отримав розлучення в суді.
Після смерті Гаммера за рекордну ціну в 1994 році був проданий Біллу Гейсу Лестерський кодекс написаний Леонардо да Вінчі, який Гаммер придбав у 1980 році.
Друга дружина Гаммера була з багатої впливової сім'ї, близької до Франкліна Рузвельта. Коли президентом став Трумен, Гаммер побоюючись арешту за незаконні дії і за загрозу національній безпеці США, він поступив аналогічно — одружився втретє.

## Див.також
- Абрахам Аарон Геллер
- Сантері Нуортева
- Продаж картин з колекції Ермітажу